# Bärnau
Bärnau é uma cidade da Alemanha localizado no distrito de Tirschenreuth, região administrativa de Oberpfalz, estado de Baviera.